# Los Peña
Los Peña är en ort i Mexiko.   Den ligger i kommunen Cardonal och delstaten Hidalgo, i den sydöstra delen av landet, 130 km norr om huvudstaden Mexico City. Los Peña ligger 1 899 meter över havet och antalet invånare är 308.
Terrängen runt Los Peña är kuperad åt nordost, men åt sydväst är den platt. Runt Los Peña är det ganska tätbefolkat, med 60 invånare per kvadratkilometer. Närmaste större samhälle är Ixmiquilpan, 14,8 km sydväst om Los Peña. Trakten runt Los Peña består i huvudsak av gräsmarker.